# Saskia Noort

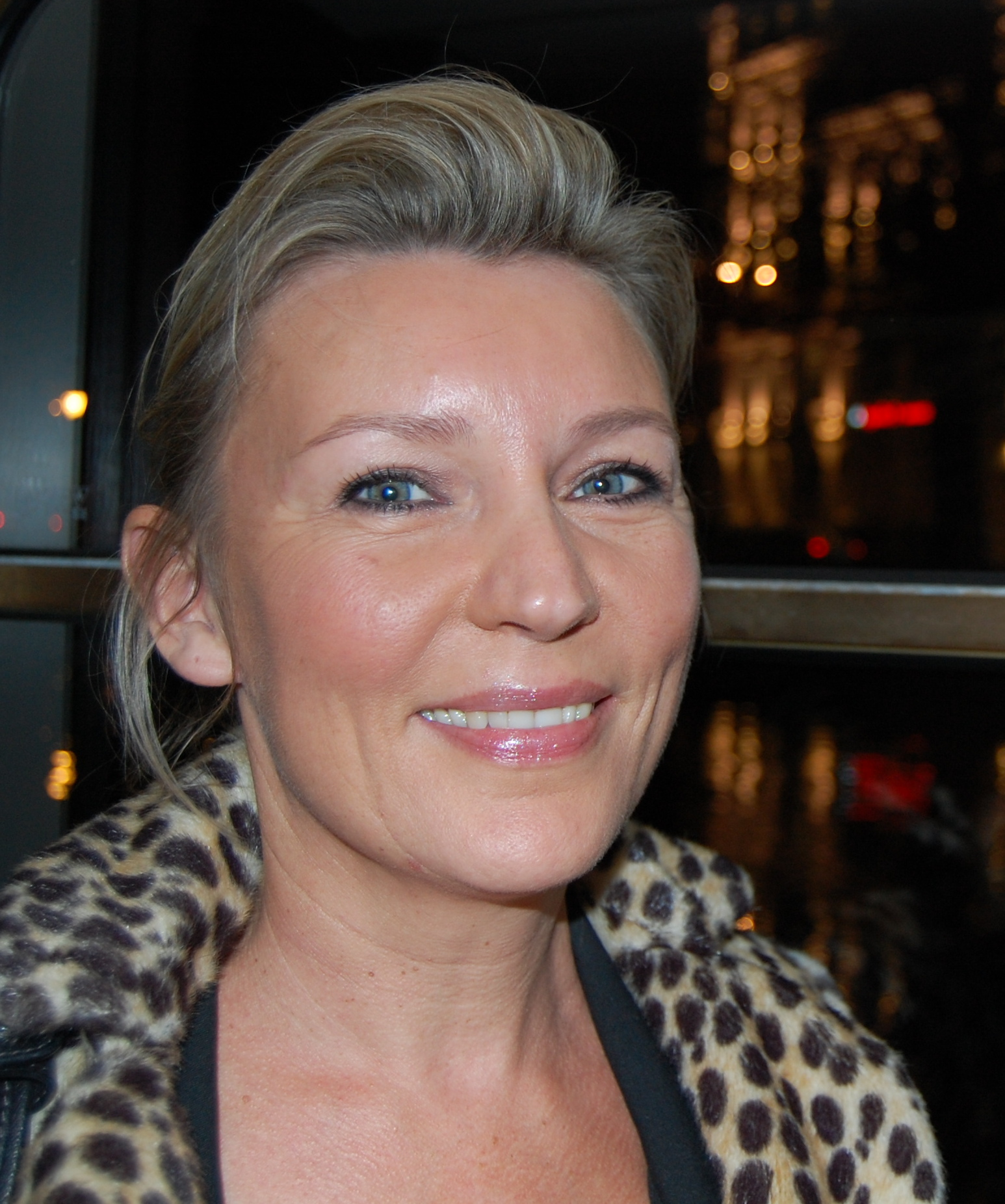
Saskia Noort

Saskia Noort (* 13. April 1967 in Bergen (Noord-Holland)) ist eine niederländische Journalistin und Krimi-Autorin.

## Leben und Karriere
Noort studierte Journalismus und Theaterwissenschaft in Utrecht. Sie ist als freie Journalistin unter anderem für die niederländischen Ausgabe von Marie Claire, TopSanté, VT Wonen und Ouders van Nu  tätig und schreibt Kolumnen für den niederländischen Playboy und LINDA. 2003 erschien ihr erster Kriminalroman Terug naar de kust, der mit über 200.000 verkauften Exemplaren ein Bestseller wurde und 2009 mit Linda de Mol verfilmt wurde. Auch ihr zweiter Roman De eetclub wurde 2010 verfilmt (Regie Robert Jan Westdijk) und erhielt 2010 den französischen Preis Prix SNCF du Polar. Ihre beiden Erstlingsromane wurden für den niederländischen Krimipreis Gouden Strop nominiert.
Ihre Romane erreichen in den Niederlanden Bestsellerauflagen, die Gesamtauflage ihrer Bücher betrug 2011 über 2 Millionen. Ihre Bücher wurden auch ins Englische, Französische, Deutsche und viele weitere Sprachen übersetzt.  
Noort hat einen Sohn und eine Tochter und lebt in Amsterdam.

## Bücher
Kriminalromane:
- Das dunkle Haus, rororo 2007 (Terug naar de kust, 2003)
- Und hüte dich vor dem Bösen, rororo 2009 (De eetclub, 2004, englische Übersetzung The dinner club 2007)
- Nieuwe buren, 2006 (Neue Nachbarn)
- Afgunst, 2007 (Neid)
- Afgunst & een goed huwelijk, 2010
- Koorts, 2011 (Fieber)
- De Verbouwing, 2009 (Die Renovierung)

Sammlung ihrer Kolumnen:
- Aan de goede kant van 30
- 40: over lijf en leven van een veertiger
- Babykoorts